# Тёсово-4
Тёсово-4 — посёлок в Оредежском сельском поселении Лужского района Ленинградской области. Бывший административный центр Тёсовского сельского поселения.

## История
Датой образования торфопредприятия и посёлка Тёсово-4 официально считается 8 июня 1954 года. Причиной возникновения посёлка стало освоение в 1950-х годах местных торфяных залежей.
С 1955 года в составе Холмицкого сельсовета Оредежского района.
С 1957 года в составе Бельского сельсовета.
С 1959 года в составе Тёсовского сельсовета Лужского района.
По данным 1966 и 1973 годов посёлок Тёсово-4 являлся административным центром Тёсовского сельсовета Лужского района.
По данным 1990 года посёлок Тёсово-4 являлся административным центром Тёсовского сельсовета, в который входили 8 населённых пунктов, общей численностью населения 1219 человек. В самом посёлке Тёсово-4 проживали 863 человека.
В 1997 году в посёлке Тёсово-4 Тёсовской волости проживали 705 человек, в 2002 году — 663 человека (русские — 97 %).
В 2007 году в посёлке Тёсово-4 Тёсовского сельского поселения проживали 706 человек.
19 мая 2019 года посёлок вошёл в состав Оредежского сельского поселения.

## География
Посёлок расположен в восточной части района на автодороге 41К-662 (Оредеж — Тёсово-4 — Чолово).
Расстояние до районного центра — 47 км.
Расстояние до ближайшей железнодорожной станции Оредеж — 16 км.

## Демография
| 1990 | 1997 | 2007 | 2010 | 2017 |
| ---- | ---- | ---- | ---- | ---- |
| 863  | ↘705 | ↗706 | ↘658 | ↘644 |

## Улицы
XX съезда КПСС, Гагарина, Ленинградская, Новая, Парковая, Советская, Спортивная, Строителей, Фрезерная.